# 2323 Звєрєв
2323 Звєрєв (2323 Zverev) — астероїд головного поясу, відкритий 24 вересня 1976 року.
Тіссеранів параметр щодо Юпітера — 3,188.